# Phản bội (phim)
Phản bội là một bộ phim tài liệu Việt Nam sản xuất bởi Xí nghiệp Tài liệu và Khoa học Trung ương, do Trần Văn Thủy làm biên kịch và đạo diễn. Phim công chiếu lần đầu vào năm 1980, nói về sự kiện Chiến tranh biên giới Việt–Trung.

## Nội dung
Phim hướng trọng tâm vào việc phỏng vấn các tù nhân chiến tranh Trung Quốc và xen lẫn đó những tư liệu phản bác, thủ pháp điện ảnh để nêu bật lên sự vi phạm chủ quyền của Trung Quốc đối với Việt Nam.

## Sản xuất

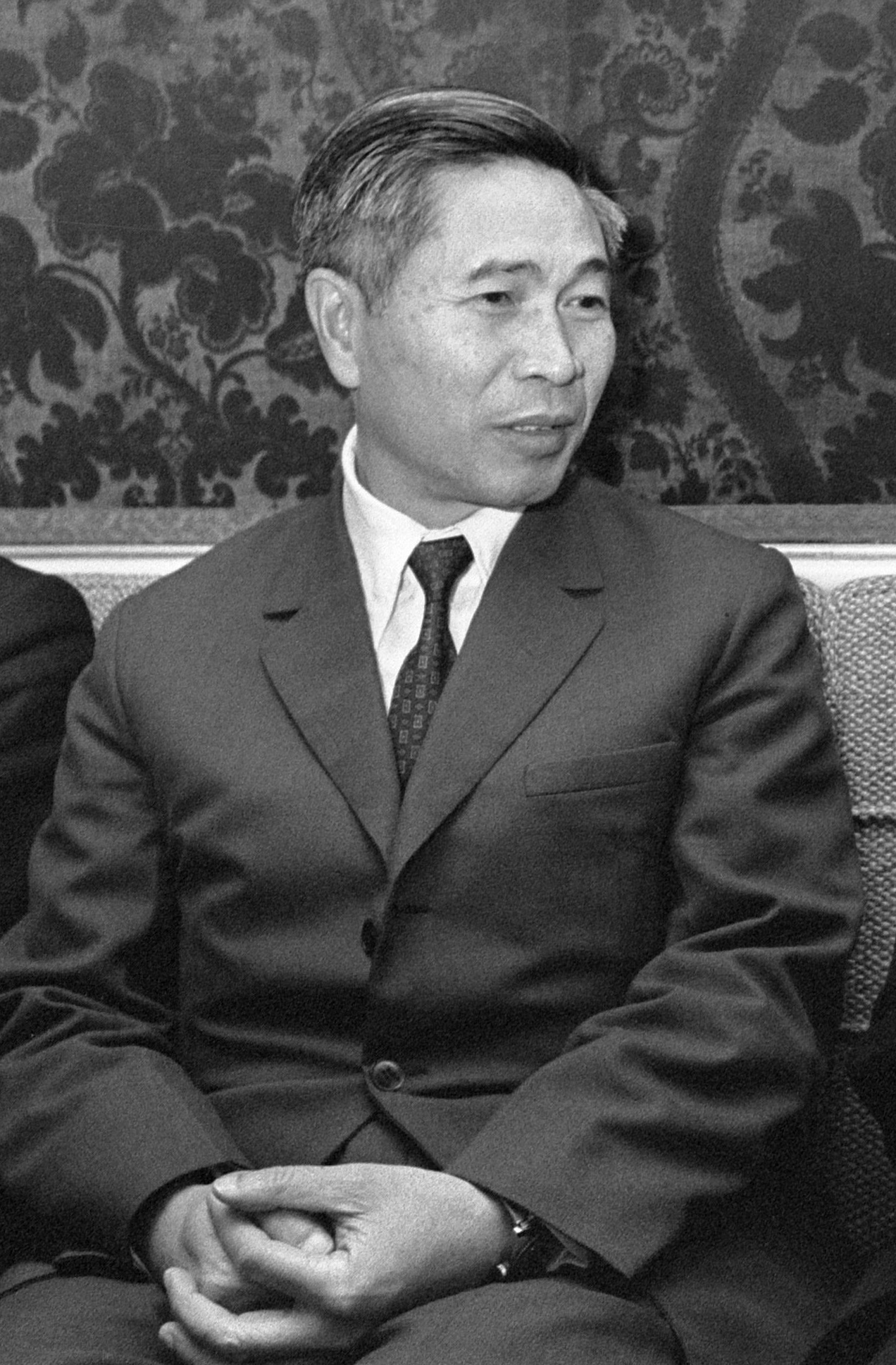
Bộ trưởng Bộ Ngoại giao Nguyễn Cơ Thạch đã giúp đỡ Trần Văn Thủy trong việc cung cấp tư liệu cho bộ phim

Tháng 9 năm 1977, Trần Văn Thủy từ Liên Xô du học trở về làm việc tại Xí nghiệp Tài liệu và Khoa học Trung ương. Quãng thời gian 1978–1979 đang diễn ra sự kiện Trung Quốc gây hấn với Việt Nam tại 6 tỉnh biên giới phía Bắc Việt Nam. Trong khi các đồng nghiệp khác còn đang mải làm phim về những vấn đề văn học, xây dựng cầu Bắc Luân, ông đã nhận thức được tình hình chiến tranh cận kề và thúc giục chủ xưởng phim là Lý Thái Bảo làm một bộ phim về xung đột tại biên giới. Lý Thái Bảo đặt vấn đề với cấp trên kèm đi thực địa rồi về báo với Trần Văn Thủy, giao luôn cho ông trọng trách thực hiện tác phẩm dù mới vào đơn vị chưa lâu.
Trong quá trình thực hiện Phản bội, ông đã may mắn có được sự hỗ trợ từ Bộ trưởng Bộ Ngoại giao Việt Nam Nguyễn Cơ Thạch. Bộ trưởng đã cung cấp cho đạo diễn các tài liệu quan trọng liên quan đến tình hình biên giới Việt Nam–Trung Quốc và mối quan hệ giữa hai nước. Trần Văn Thủy sớm bắt tay vào nghiên cứu những tài liệu có trong tay và bắt đầu hình thành đề cương phim.
Trần Văn Thủy là đạo diễn của bộ phim còn quay phim là Phạm Quang Phúc, em rể ông. Phim được bấm máy từ đầu năm 1979 và hoàn thành vào 1980. Đoàn quay phim đã trực tiếp đến những điểm giao tranh ở biên giới để ghi lại thước phim tư liệu gốc. Những cuộc phỏng vấn đươc ghi âm đồng bộ của các tù binh chiến tranh người Trung Quốc là điểm nhấn chính trong cấu trúc bộ phim. Phim cũng đi kèm với đoạn trích tư liệu để phản bác lại lập luận của các tù binh này. Một số tư liệu phim Liên Xô đã xuất hiện trong cuốn phim.

## Kiểm duyệt và công chiếu
Sau khi bộ phim hoàn thành, ban giám đốc xưởng phim Tài liệu Trung ương vẫn chưa đưa ra một quyết định gì cụ thể. Đến cuối cùng, Bộ Văn hóa – Thông tin mời Nguyễn Cơ Thạch và những chuyên gia từ Bộ Ngoại giao xem và duyệt phim. Trong lần chiếu này, Nguyễn Cơ Thạch đã khen tác phẩm là "hấp dẫn" và nhờ đó Phản bội được phát hành rộng rãi ra công chúng Việt Nam vào năm 1980.
Bên cạnh chiếu cho khán giả nội địa, phim cũng từng được đem đi chiếu tại một số liên hoan phim quốc tế khác nhau, trong đó có Liên hoan phim Á-Phi-Mỹ La tinh tổ chức ở Liên Xô, Liên hoan phim tài liệu quốc tế Leipzig, Đức (DOK Leipzig) và Liên hoan phim quốc tế Tashkent.

## Tiếp nhận
Thời điểm mới ra mắt, Phản bội đã được công chúng Việt Nam hào hứng đón nhận vì tinh thần phim phù hợp với thái độ chung của người dân về vấn đề chủ quyền biên giới. Bộ phim sở hữu thời lượng được xem là dài nhất thời điểm đó, khoảng 9 cuốn tương đương với 90 phút, nhưng đã thành công khiến người xem bất ngờ không chỉ ở tính hấp dẫn toát ra từ nội dung mà còn về độ chính xác của những thông tin và vấn đề được đặt ra bởi tác giả. Viết trong cuốn Lịch sử điện ảnh cách mạng Việt Nam xuất bản năm 1983, nhà biên kịch Bành Bảo đã ghi nhận bộ phim khi đánh dấu bước tiến mới trong việc áp dụng thành tựu kỹ thuật phim tài liệu và vô tuyến truyền hình vào điện ảnh chính luận Việt Nam, cũng như bước tiến mới về mặt phát triển ngôn ngữ nghệ thuật của điện ảnh Việt Nam.
Tuy nhiên, cũng có những ý kiến về mặt hình thức thể hiện của bộ phim, cho rằng Phản bội "bắt chước cách làm phim" của Phi công mặc quần áo ngủ – loạt phim tài liệu dài 4 tập của hai đạo diễn Đông Đức Walter Heynowski và Gerhard Scheumann. Dù vậy hai đạo diễn đã cùng thống nhất chung một quan điểm sau khi xem xong bộ phim:
| “                                     | Phản bội không hề bắt chước thủ pháp của Phi công mặc quần áo ngủ. Phản bội có cách làm rất thích hợp với đề tài, hơn nữa, tôi muốn nói một điều quan trọng rằng thủ pháp không phải là tài sản của riêng ai | ” |
| — Walter Heynowski, Gerhard Scheumann | |   |

## Giải thưởng
Không lâu sau vào 1980, Phản bội cùng hai tác phẩm khác của Bùi Đình Hạc là Đường về Tổ Quốc và Nguyễn Ái Quốc đến với Lênin đã đoạt giải Bông sen vàng hạng mục Phim tài liệu tại Liên hoan phim Việt Nam lần thứ 5 ở Hà Nội, phá vỡ thông lệ chỉ một giải được trao cho mỗi hạng mục. Phim cũng đem về cho Trần Văn Thủy giải Đạo diễn xuất sắc đầu tiên trong sự nghiệp của ông. Tuy nhiên vào hôm trao giải, do ông bận đi công tác ở nước ngoài một người bạn đã lên bục nhận thay. Cũng đến năm 1981, phim được trao Giải thưởng của Ủy ban bảo vệ hòa bình Liên Xô tại Liên hoan phim quốc tế Moskva.
| Năm  | Giải thưởng                              | Hạng mục                           | Đề cử         | Kết quả       | Tham khảo     |
| ---- | ---------------------------------------- | ---------------------------------- | ------------- | ------------- | ------------- |
| 1980 | Liên hoan phim Việt Nam lần thứ 5        | Phim tài liệu                      | Phản bội      | Bông sen vàng | [ 17 ] [ 18 ] |
| 1980 | Liên hoan phim Việt Nam lần thứ 5        | Đạo diễn xuất sắc                  | Trần Văn Thủy | Đoạt giải     | [ 13 ] [ 19 ] |
| 1981 | Liên hoan phim quốc tế Moskva lần thứ 12 | Giải thưởng Ủy ban bảo vệ hòa bình | Phản bội      | Bằng khen     | [ 16 ] [ 20 ] |

## Di sản
Cho đến nhiều năm sau ra mắt, bộ phim vẫn được coi là phim tài liệu hấp dẫn nhất của lịch sử phim tài liệu chính luận trong nước. Đầu thập niên 2010, đã có những đề nghị cho chiếu lại tác phẩm trong khoảng thời gian leo thang tranh chấp vùng biển giữa Trung Quốc và Việt Nam. Tuy nhiên sau khi chiến tranh kết thúc, các bản phim của Phản bội sớm đã "biến mất", hoàn toàn không thể tìm thấy tại bất cứ đâu. Ngay bản thân tác giả cuốn phim là Trần Văn Thủy cũng cho biết không thể xem lại tác phẩm. Chính quyền Việt Nam bị cáo buộc đã "giấu nhẹm [phim]" đi vì nguyên do chính trị.
Vào năm 2021, đạo diễn Trần Văn Thủy nộp hồ sơ xét tặng Giải thưởng Hồ Chí Minh đợt VI về Văn học Nghệ thuật với 6 tác phẩm, trong đó có Phản bội. Tuy nhiên, ông đã không thông qua sự chấp thuận của hội đồng xét duyệt vì không tích đủ 80% số phiếu tán thành từ các thành viên. Kết quả sau khi công bố đã gây nên vô số tranh cãi từ người trong nghề cho đến dư luận. Đạo diễn Trần Văn Thủy đã tiết lộ một bức thư từ nhà quay phim Nguyễn Lương Đức gửi đến Bộ Văn hóa Việt Nam, cáo buộc phim Phản bội lấy y nguyên bản gốc của phim Liên Xô và chỉ lồng tiếng thuyết minh vào. Đây được cho là lý do chính khiến ông bị thất cử, và theo blogger Anh Ba Sàm do tác phẩm vốn nói về chiến tranh biên giới nên có thể khiến việc nhà nước trao giải cho ông nhờ tác phẩm này sẽ bị phía Trung Quốc phản đối.